# Rise of Nations
Rise of Nations est un jeu de stratégie historique en temps réel édité par Microsoft, il a été développé au sein de Big Huge Games par Brian Reynolds, concepteur des grands classiques pour PC tels que Civilization 2 et Alpha Centauri. Il est sorti en mai 2003.
Ce jeu est très similaire au célèbre Empire Earth. Le joueur doit ainsi développer sa nation afin de conquérir le monde, le jeu permettant d'avancer dans les âges, de l'antiquité jusqu'à l'âge de l'information.

## Système de jeu

### Solo
Le jeu consiste à dominer la carte de jeu qui représente une partie du monde. Le joueur doit se mettre à la place du chef d'une nation. En mode standard, il existe plusieurs manières de gagner : éliminer tous ses ennemis, conquérir 70 % de la carte, ou construire suffisamment de merveilles du monde. Même si le joueur peut contrôler une myriade de nations, chacune avec leurs pouvoirs et unités militaires uniques, elles peuvent être regroupées en quatre groupes : les nations africaines, asiatiques, européennes et précolombiennes. Il est aussi possible dans le jeu de construire des merveilles qui ont déjà, dans le monde réel, été construites par l'Homme.
Même si Rise of Nations est un jeu novateur, on dénote toutefois certains points communs avec la série des Age of Empires.

### Améliorations

#### Âges
Le joueur doit, pour évoluer dans les âges, effectuer des recherches dans sa Bibliothèque (qui est construite dès le début). Il faut avoir fait au minimum deux recherches de n'importe quel type pour pouvoir accéder à l'âge suivant. Les différents âges du jeu sont les suivants :
- I : Antiquité (plutôt une période charnière entre la Préhistoire et l'Antiquité) (environ 2000 ans av. J.-C.)
- II : Âge Classique, marqué par l'apparition des machines de siège, les catapultes (1999 av. J.-C. à 476 apr. J.-C.)
- III : Moyen Âge (476 apr. J.-C. à 1499 apr. J.-C.)
- IV : Âge de la Poudre, marqué par l'apparition des armes à feu et du premier canon, la bombarde (1500 apr. J.-C. à 1715 apr. J.-C.)
- V : Âge des Lumières (pourrait correspondre, dans d'autres jeux, à l'Âge Impérial) (1716 apr. J.-C. à 1880 apr. J.-C.)
- VI : Âge Industriel (plutôt Première Guerre mondiale), marqué par l'apparition des véhicules blindés et de l'aviation, ainsi que d'une nouvelle ressource, le pétrole (1881 apr. J.-C. à 1935 apr. J.-C.)
- VII : Âge Moderne (plutôt Seconde Guerre mondiale), marqué par l'apparition des missiles V1 et V2 et de la bombe atomique (1936 apr. J.-C. à 1968 apr. J.-C.)
- VIII : Âge de l'Information (époque contemporaino-futuriste), marqué par l'apparition des hélicoptères de combat (1969 apr. J.-C. à... futur)
- (IX) : Âge post-information, marqué par des technologies et des réalités futuristes

#### Recherches
Les recherches sont classées en quatre grandes catégories, qui sont :
- les recherches Militaires, représentées en rouge, permettent d'augmenter la limite de population. À l'âge des technologies futures, on développe le Bouclier anti-missiles.
- les recherches Civiques, représentées en bleu, permettent d'élargir les frontières nationales et d'augmenter le nombre de cités. À l'âge des technologies futures, on développe le Gouvernement mondial.
- les recherches Économiques, représentées en vert, permettent d'augmenter le plafond de production des ressources et le nombre de caravanes. À l'âge des technologies futures, on développe la Prospérité mondiale.
- les recherches Scientifiques, représentées en jaune, permettent de diminuer le coût des autres recherches, et avec la deuxième technologie, aux unités de traverser une étendue d'eau. À l'âge des technologies futures, on développe l'Intelligence artificielle.

Dans certains cas, ces recherches permettent la construction de nouveaux types de bâtiments.

#### Autres bâtiments d'amélioration
Il existe quatre autres bâtiments d'amélioration :
- le Grenier : permet une augmentation du taux de production de la ressource Nourriture. Il propose comme améliorations l'augmentation de la production des unités de cavalerie et d'infanterie, ainsi que la médecine qui se traduit par l'augmentation des points de vie de ces unités.
- la Scierie : permet une augmentation du taux de production de la ressource Bois d’œuvre. Elle propose comme améliorations facultatives la diminution du temps de construction des bâtiments, ainsi que la possibilité de les rendre plus solides.
- la Fonderie : permet une augmentation du taux de production de la ressource Métal. Les améliorations possibles sont : soit des améliorations de la vitesse de construction des unités mécaniques (c'est-à-dire de siège, logistiques et de défense contre avions) et/ou des améliorations de la résistance des unités aux dégâts progressifs.
- la Raffinerie : permet une augmentation du taux de production de la ressource Pétrole, mais ne propose par contre aucune amélioration.

### Nations
Les nations possèdent toutes des pouvoirs de nations, qui apportent des bonus et des unités propres.
- Les Allemands : puissance de l'industrie
- Les Américains : puissance de l'innovation (Thrones and Patriots)
- Les Aztèques : puissance du sacrifice
- Les Bantous : puissance de la migration
- Les Britanniques : puissance de l'empire
- Les Chinois : puissance de la culture
- Les Coréens : puissance de la tradition
- Les Égyptiens : puissance du Nil
- Les Espagnols : puissance de la découverte
- Les Français : puissance des dirigeants
- Les Grecs : puissance de la philosophie
- Les Hollandais : puissance du marché (Thrones and Patriots)
- Les Incas : puissance de l'or
- Les Indiens : puissance de la majesté (Thrones and Patriots)
- Les Iroquois : puissance de la nation (Thrones and Patriots)
- Les Japonais : puissance de l'honneur
- Les Lakotas : puissance des plaines (Thrones and Patriots)
- Les Mayas : puissance de l'architecture
- Les Mongols : puissance de la horde
- Les Nubiens : puissance du commerce
- Les Perses : puissance de la cérémonie (Thrones and Patriots)
- Les Romains : puissance de César
- Les Russes : puissance de la patrie
- Les Turcs : puissance du siège

### Merveilles du monde
- Pyramides (Âge 2)
- Colosse (Âge 2)
- Jardins suspendus (Thrones and Patriots) (Âge 2)
- Armée en terre cuite (Âge 3)
- Colisée (Âge 3)
- Cité interdite (Thrones and Patriots) (Âge 3)
- Temple de Tikal (Âge 4)
- Pagode de porcelaine (Âge 4)
- Fort rouge (Thrones and Patriots) (Âge 4)
- Angkor Wat (Âge 5)
- Versailles (Âge 5)
- Statue de la liberté (Âge 6)
- Taj Mahal (Âge 6 (7 avant l'extension))
- Kremlin (Âge 7 (6 avant l'extension))
- Tour Eiffel (Âge 7)
- Collisionneur de particules (Âge 8)
- Programme spatial (Âge 8)

### Éditeur de scénario
Cette rubrique propose au joueur de créer une histoire de toutes pièces. Il peut placer des unités et des bâtiments (civils et militaires) selon son envie sur la carte. Il est possible de définir les relations diplomatiques entre les nations belligérantes, les conditions de victoire (prise de la capitale, conquête territoriale, mort subite) et de placer autant de nations que le permet la carte. Enfin, la carte elle-même est modifiable dans sa géographie : création de montagnes, de fleuves, de mers, d'océans et de forêts que le scénariste en herbe peut placer où il veut sur la carte. Cet éditeur de scénario est associé à un éditeur de script, permettant au joueur de créer ses propres scripts, utilisables tant pour personnaliser encore plus le scénario en créant une mini-histoire que pour modifier légèrement les règles des parties "classiques".

## Extension
Une extension est sortie en mai 2004. Elle est nommée Rise of Nations : Thrones and Patriots.
Elle apporte :
- Six nouvelles nations ;
- Trois nouvelles merveilles du monde ;
- Un nouveau bâtiment, le sénat, qui propose des évolutions de régime ;
- Quatre nouvelles campagnes : Alexandre le Grand, le Nouveau Monde, Napoléon et la Guerre froide.

## Accueil
| Rise of Nations       |      |       |
| Média                 | Pays | Notes |
| Computer Gaming World | US   | 4/5   |
| Eurogamer             | US   | 9/10  |
| GameSpot              | US   | 93 %  |
| Gen4                  | FR   | 90 %  |
| IGN                   | US   | 82 %  |
| Jeux vidéo Magazine   | FR   | 16/20 |
| Jeuxvideo.com         | FR   | 15/20 |
| Joystick              | FR   | 8/10  |
| Compilations de notes |      |       |
| Metacritic            | US   | 89 %  |
| GameRankings          | US   | 89 %  |